# Кулик, Константин Анатольевич
Константин Анатольевич Кулик (англ. Константин Анатолійович Кулик; 14 июня 1970, Одесса, СССР) — советский и украинский футболист, игравший на позиции полузащитника. Трёхкратный чемпион Молдавии, двукратный бронзовый призёр чемпионатов Украины.

## Биография
Воспитанник футбольной школы одесского «Черноморца», первый тренер — Ю. А. Скорик. На взрослом уровне начал выступать в 1989 году в «Тигине» из Бендер, затем за следующие два сезона сменил четыре клуба.
После образования независимого чемпионата Украины вернулся в «Черноморец», но в первом сезоне сыграл только один кубковый матч. Дебютный матч в чемпионате Украины провёл 6 сентября 1992 года против «Кривбасса», а первый гол забил в своём втором матче, 11 сентября 1992 года в ворота запорожского «Металлурга». В сезонах 1992/93 и 1993/94 вместе с командой выигрывал бронзовые медали чемпионата. Обладатель Кубка Украины 1993/94, в финальном матче против «Таврии» реализовал один из послематчевых пенальти.
В 1995 году перешёл в российский «Ротор» из Волгограда. Дебютный матч за команду сыграл 8 апреля 1995 года против «Уралмаша» (0:5). Всего за сезон принял участие в 10 матчах чемпионата России (из них ни одного не отыграл полностью) и четырёх матчах Кубка страны. Стал финалистом Кубка России 1994/95, в финальном матче не выходил на поле, но участвовал в четвертьфинале и полуфинале.
После ухода из «Ротора» ещё два сезона выступал в России, в составе ставропольского «Динамо» и липецкого «Металлурга». С «Металлургом» занял второе место в турнире первой лиги-1997, но из-за особенностей регламента того сезона, команда не получила права на повышение в высшую лигу.
С сезона 1997/98 выступал за кишинёвский «Зимбру», в его составе трижды подряд выигрывал титул чемпиона Молдавии, а в сезоне 2000/01 стал вице-чемпионом. Финалист Кубка чемпионов Содружества 2000 года.
Зимой 2001/02 вместе с товарищами по «Зимбру» Игорем Опрей и Русланом Гилазевым перешёл в «Черноморец», который в то время играл в первой лиге, и помог команде подняться в высшую. Следующий сезон начинал как игрок основы, но во время зимнего перерыва потерял место в составе и стал выступать за дубль. Летом 2003 года перешёл в овидиопольский «Днестр» из второй лиги, в его составе провёл три сезона, а в конце своей карьеры выступал за любительские команды Одессы.
По окончании карьеры игрока работал администратором «Днестра» (Овидиополь) и ФК «Одесса».

## Достижения
- Чемпион Молдавии (3): 1997/98, 1998/99, 1999/00
- Серебряный призёр чемпионата Молдавии (1): 2000/01
- Бронзовый призёр чемпионата Украины (2): 1992/93, 1993/94
- Обладатель Кубка Украины (1): 1993/94
- Финалист Кубка России (1): 1994/95